# Dysoptus pseudargus
Dysoptus pseudargus là một loài bướm đêm thuộc họ Arrhenophanidae. Nó là loài duy nhất được tìm thấy ở lowland Amazonian Region of miền nam Peru.
Chiều dài cánh trước là 5-5.5 mm đối với con đực. Con trưởng thành bay từ tháng 9 đến tháng 11.